# Symplocos iliaspaiensis
Symplocos iliaspaiensis är en tvåhjärtbladig växtart som beskrevs av H.P. Nooteboom. Symplocos iliaspaiensis ingår i släktet Symplocos och familjen Symplocaceae. Utöver nominatformen finns också underarten S. i. pedunculata.